# Linia kolejowa dużych prędkości Milano – Bologna
Linia kolei dużych prędkości Mediolan – Bolonia – włoska linia kolei dużych prędkości łącząca Mediolan i Bolonię.
Nowa linia kolejowa biegnie głównie wzdłuż Autostrady A1. Aby rozróżnić dwie linie, operator krajowej sieci kolejowej, Rete Ferroviaria Italiana, odnosi się do historycznej linii Linea Tradizionale („tradycyjna”) i nowej linii Linea Alta velocità / Alta Capacità (dużych prędkości / linia wysokiej pojemności). Cała linia została otwarta 13 grudnia 2008.
9 czerwca 2013 r. otwarta została nowa stacja Reggio Emilia KDP Międzypadańska, będąca jedyną we Włoszech stacją położoną wzdłuż linii kolejowej dużych prędkości. Autorem projektu jest Santiago Calatrava.